# وزارة جمال عبد الناصر العاشرة
وزارة جمال عبد الناصر العاشرة هي الوزارة السابعة والثمانون في تاريخ مصر وتشكلت في 20 مارس 1968. وتشكلت هذه الوزارة قبل إعلان بيان 30 مارس 1968.:68:70

## أعضاء الحكومة
| الوزارة                                    | الوزير                  |
| ------------------------------------------ | ----------------------- |
| رئيس مجلس الوزراء                          | جمال عبد الناصر         |
| الحربية                                    | محمد فوزي حاخوا         |
| الإنتاج الحربي                             | عبد الوهاب البشري       |
| الداخلية                                   | شعراوي جمعة             |
| الخارجية                                   | محمود رياض              |
| الخزانة                                    | عبد العزيز حجازي        |
| الاقتصاد والتجارة الخارجية                 | حسن عباس زكي            |
| الأوقاف                                    | حسين الشافعي            |
| الكهرباء والسد العالي                      | محمد صدقي سليمان        |
| العمل                                      | كمال الدين رفعت         |
| الصناعة والبترول والثروة المعدنية          | عزيز صدقي               |
| الإدارة المحلية                            | عبد المحسن أبو النور    |
| الثقافة                                    | ثروت عكاشة              |
| العدل                                      | محمد أبو نصير           |
| الزراعة والإصلاح الزراعي                   | سيد مرعي                |
| الصحة                                      | محمد النبوي المهندس     |
| التعليم العالي                             | محمد لبيب شقير          |
| الإرشاد القومي                             | محمد فائق               |
| المواصلات                                  | كمال هنري أبادير        |
| التربية والتعليم                           | محمد حلمي مراد          |
| التموين والتجارة الداخلية                  | محمد عبد الله مرزبان    |
| الري                                       | إبراهيم زكي قناوي       |
| النقل                                      | علي زين العابدين صالح   |
| البحث العلمي                               | أحمد مصطفى أحمد         |
| التخطيط                                    | السيد جاب الله السيد    |
| الإسكان والمرافق                           | حسن حسن مصطفى           |
| استصلاح الأراضي                            | محمد بكر أحمد           |
| السياحة                                    | محمد حافظ غانم          |
| الشباب                                     | محمد صفي الدين أبو العز |
| الشئون الاجتماعية والدولة لشئون مجلس الأمة | ضياء الدين داوود        |
| الدولة                                     | أمين هويدي              |

## تعديلات
- في 3 أغسطس 1968: توفي محمد النبوي المهندس وزير الصحة
- في 29 أكتوبر 1968 حدث تعديل وزاري شمل كل من:
  - عبد العزيز كامل وزيراً للأوقاف
  - محمد حمدي عاشور وزيراً للإدارة المحلية
  - عبد الوهاب البرلسي وزيراً للتعليم العالي
  - حافظ بدوي وزيراً للشئون الاجتماعية
  - محمد عبد الوهاب شكري وزيراً للصحة
- في 6 نوفمبر 1968: كلف عبد العزيز كامل بتولي وزارة شئون الأزهر
- في 28 يناير 1969: أضيفت إلى حافظ بدوي اختصاصات شئون مجلس الأمة
- في يناير 1969: استقال محمد عبد الوهاب شكري وزير الصحة
- في 23 فبراير 1969: عين عبده سلام وزيراً للصحة
- في 26 أبريل 1969: استقال عبد الوهاب البشري وزير الإنتاج الحربي
- في 22 مايو 1969: صدر قرار بإلغاء وزارة الإنتاج الحربي
- في 10 يوليو 1969: أعفي محمد حلمي مراد من وزارة التربية والتعليم وعين محمد حافظ غانم وزيراً للتربية والتعليم
- في 31 أغسطس 1969: استقال محمد أبو نصير وزير العدل وعين مصطفى كامل إسماعيل وزيراً للعدل
- في 22 سبتمبر 1969: عين محمد عوض القوني وزيراً للسياحة
- في 26 أبريل 1970 أجري تعديل وزاري شمل كل من:
  - محمد فائق وزيراً للدولة للشئون الخارجية
  - حسن محمد التهامي وزيراً للدولة
  - محمد سعد الدين زايد وزيراً للدولة
  - عبد الرؤوف سامي شرف وزيراً للدولة
  - محمد حسنين هيكل وزيراً للإرشاد القومي